# 242e division d'infanterie (Empire allemand)
Pour les articles homonymes, voir 242e division.
La 242e division d'infanterie (wurtembergeoise) est une unité majeure de l'armée wurtembergeoise de 1917 à 1919.

## Histoire
Début 1917, sur ordre du commandement suprême de l'armée dans la zone du commandement général adjoint du 13e corps d'armée royal wurtembergeois, la 242e division d'infanterie (wurtembergeoise) est formée. Sur ordre du ministère wurtembergeois de la Guerre (de), la division se réunit le 16 janvier 1917 sur le terrain d'entraînement militaire de Münsingen et est mise en service.
Les troupes de la nouvelle formation sont en partie d'anciennes formations éprouvées au combat, qui ont déjà deux ans d'expérience de guerre, et en partie de nouvelles formations. Les 475e et 476e régiments d'infanterie sont constitués des hommes enrôlés et des recrues nées en 1898 provenant de presque tous les bataillons de remplacement wurtembergeois. Ils forment, avec le 127e régiment d'infanterie de la 27e division d'infanterie, la 242e division d'infanterie. Le 127e régiment d'infanterie, tout comme le nouveau 281e régiment d'artillerie de campagne, ne rejoint la division qu'en Lorraine, premier lieu d'opération.
La 442e compagnie de lanceurs de mines, les 475e et 476e compagnies du génie ainsi que le double peloton téléphonique sont restés dans un premier temps avec leurs unités de remplacement à Ulm ou sur le terrain d'entraînement militaire de Münsingen. L'état-major de la division est réorganisé, l'état-major de la 242e division d'infanterie est formée à partir de la précédente 54e brigade d'infanterie. L'état-major du commandant de l'artillerie est constitué le 9 février et celui du commandant du génie le 21 février 1917. Fin février et début mars, les troupes restantes toujours manquantes rejoignent la division. Ce sont les 2e escadrons du régiment de dragons de réserve à Sontheim, de l'hôpital pour chevaux no 275 à Louisburg, de la 652e colonne de véhicules automobiles de la division à Stuttgart et du poste d'expédition de terrain à Münsingen. Dans l'après-midi du 8 mars 1917, le roi Guillaume renvoie la division chez elle.

### Garnisons
Formée comme une formation de guerre, la division n'a pas de garnison en temps de paix.

### Calendrier de bataille

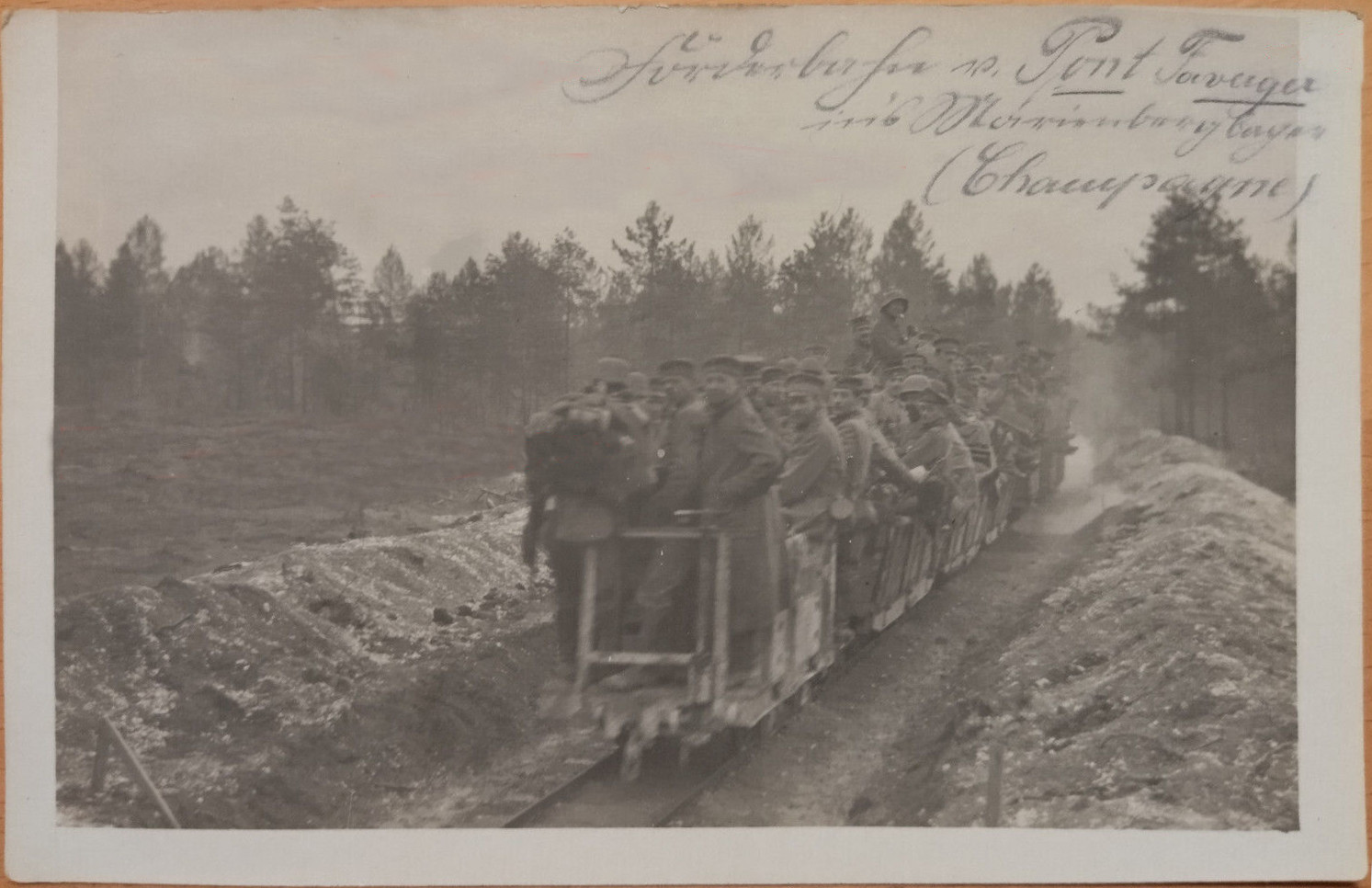
Chemin de fer convoyeur près de Pont Taverger et Marienberglager, Champagne

La division est formée le 16 janvier 1917 et est utilisée exclusivement sur le front occidental . Après la fin de la guerre, l'unité est rentrée chez elle, où a lieu la démobilisation puis la dissolution.

#### 1917
- 10 au 30 mars - Réserve de l'OHL
- 30 mars au 30 avril - Guerre de tranchées en Lorraine
- 3 au 27 mai - Double bataille Aisne-Champagne
- 28 mai au 21 août - Combats près de Reims
- 22 août au 13 septembre - Bataille défensive près de Verdun
- à partir du 13 septembre – Guerre de tranchées près de Reims

#### 1918
- au 19 janvier - Guerre de tranchées près de Reims
- 20 janvier au 22 mars - Guerre de tranchées près de Reims
- 25 mars au 6 avril – Grande Bataille de France
  - 25 mars au 31 mars – Poursuites à Montdidier - Noyon
- 0 7 avril au 2 mai - Batailles sur l'Avre et à Montdidier et Noyon
- 0 5 mai au 9 octobre – Guerre de tranchées près de Reims
  - 27 mai au 13 juin – Bataille de Soissons et Reims
  - 18 au 25 juillet – Bataille défensive entre Soissons et Reims
  - 26 juillet au 3 août - Bataille défensive mobile entre Marne et Vesle
  - 26 septembre au 9 octobre - Bataille défensive en Champagne et sur la Meuse
- 10 au 12 octobre - Combats devant le Front de Hunding et Brunhilde
- 13 au 19 octobre - Guerre de tranchées sur l' Aisne
- 20 au 23 octobre – Bataille de Vouziers
- 24 au 31 octobre – Batailles sur l'Aisne et l'Aire
- 0 1er au 4 novembre – Batailles entre Aisne et Meuse
- 0 5 au 11 novembre - Batailles de retraite devant la position Anvers -Meuse
- à partir du 12 novembre – Évacuation du territoire occupé et marche vers le pays

## Organisation

### Affiliation à une unité
Après sa formation, la division est à la disposition du commandement suprême de l'armée et est affectée au 65e commandement général du détachement d'armée A (Groupe d'armées duc Albert) au sud-est de Metz.
À partir de fin avril 1917, elle est subordonnée à la 1re armée en tant que division d'intervention dans le groupe « Reims » (commandement général du 7e corps de réserve), subordonnée à partir de la mi-mai 1917 au groupe « Prosnes » (commandement général du 3e corps d'armée). Après son retour au groupe « Reims » le 1er juin 1917, l'unité s'installe au groupe Meuse Est (commandement général du 5e corps de réserve (de)) de la 5e armée. De retour à la 1re armée à la mi-septembre 1917 en tant que réserve de groupe d'armées, la division est affectée le 26 septembre 1917 au groupe « Brimot »  (commandement général du 10e corps de réserve, à partir du 30 octobre du 15e corps d'armée) le 26 septembre 1917.
À partir du 31 janvier 1918, elle travaille à nouveau au sein du groupe « Reims » (commandement général du 7e corps de réserve), puis à partir de fin février 1918 comme division de réserve et d'intervention du Commandement Suprême de l'Armée, en alternance avec le groupe « Reims » (commandement général du 7e corps de réserve) et « Prosnes » (à partir du 10 février commandement général du 24e corps de réserve). Après onze mois d'engagement auprès de la 1re armée, un changement de subordination a lieu en mars 1918 en tant que réserve auprès du 17e corps d'armée dans la zone de la 18e armée. Peu de temps après, la division est retournée début mai 1918 comme division d'intervention à la 1re armée (groupe « Reims », 7e corps de réserve) et y est restée jusqu'à la fin de la guerre

### Composition

#### Structure de guerre en mai 1917
- Personnel de division[9]
- 242e brigade d'infanterie
  - 127e régiment d'infanterie
  - 475e régiment d'infanterie
  - 476e régiment d'infanterie
- 2e escadron du régiment de dragons de réserve
- 242e commandement d'artillerie
  - 281e régiment d'artillerie de campagne
- 242e bataillon du génie
  - État-major du bataillon
  - 375e compagnie du génie
  - 376e compagnie du génie
  - 442e compagnie de lanceurs de mines[A 1]
- 242e service téléphonique
- 32e compagnie médicale[A 2]
- 208e hôpital de campagne
- 503e hôpital de campagne[A 3]
- 275e hôpital équestre
- 652e colonne des véhicules automobiles

#### Structure de guerre à partir du 2 mai 1918
- 242e brigade d'infanterie
  - 127e régiment d'infanterie
  - 475e régiment d'infanterie
  - 476e régiment d'infanterie
  - 78e détachement de tireurs d'élite de mitrailleuses
  - 2e escadron du régiment de dragons de réserve
- 242e commandement d'artillerie
  - 281e régiment d'artillerie de campagne
  - 3e bataillon du 13e régiment d'artillerie à pied (de)
- 242e bataillon du génie
- 242e commandement divisionnaire du renseignement

### Commandants
| Rang          | Nom                              | Date,                         |
| ------------- | -------------------------------- | ----------------------------- |
| Major général | Gotthold Alexander von Erpf (de) | 16 janvier 1917 au 8 mai 1919 |